# Maracon
Maracon is een gemeente en plaats in het Zwitserse kanton Vaud.
De plaats telt 427 inwoners.
Sinds 1 januari 2008 maakt Maracon deel uit van het district Lavaux-Oron. Voor 2008 maakte de gemeente deel uit van het toenmalige district Oron. Op 1 januari 2012 fuseerden 10 gemeentes van het voormalige district tot een gemeente met dezelfde naam. Maracon was aanvankelijk ook betrokken bij de fusiebesprekingen maar is uiteindelijk zelfstandig gebleven.